# Seth Johnson
Seth Art Maurice Johnson est un footballeur anglais né le 12 mars 1979 à Birmingham.
Il évoluait au poste de milieu de terrain.

## Carrière
- 1994 – 1999 : Crewe Alexandra  Angleterre
- 1999 – 2001 : Derby County  Angleterre
- 2001 – 2005 : Leeds United  Angleterre
- 2005 – 2007 : Derby County  Angleterre[1]

## Palmarès
- 1 sélection et 0 but avec l'équipe d'Angleterre en 2000.